# Momčilo Đujić
Momčilo Đujić  (Servo-croata cirílico: Момчилo Ђуји; 27 de fevereiro de 1907 – 11 de setembro de 1999) foi um padre ortodoxo sérvio e vojvoda Chetnik. Ele liderou uma proporção significativa dos Chetniks nas regiões norte da Dalmácia e oeste da Bósnia do Estado Independente da Croácia (NDH), um estado fantoche fascista criado a partir de partes do Reino ocupado da Iugoslávia durante a Segunda Guerra Mundial. Nesta função, ele colaborou extensivamente com as forças de ocupação italianas e depois alemãs contra a insurgência partidária liderada pelos comunistas.
Đujić foi ordenado sacerdote em 1933 e ganhou a reputação de ser uma espécie de incendiário no púlpito. Após o assassinato do rei Alexandre I da Iugoslávia em 1934, ele se juntou à Associação Chetnik de Kosta Pećanac, formando vários bandos na região de Knin, na Dalmácia. A Associação Chetnik tornou-se uma força reacionária usada pelo governo central para oprimir a população. Ativo na promoção dos direitos dos trabalhadores, Đujić foi brevemente preso por liderar um protesto de trabalhadores ferroviários e era membro do partido político União Agrária exclusivamente sérvia.
Após a invasão da Iugoslávia pelo Eixo em abril de 1941, o regime croata Ustaše implementou uma política de encarceramentos generalizados, massacres, emigração forçada e assassinato de sérvios e outros grupos, mas Đujić escapou para a zona costeira anexada pela Itália e começou a recrutar Chetniks em um refugiado acampamento. Quando uma revolta geral começou em agosto, Đujić regressou a Knin e desdobrou os seus chetniks para defender os sérvios locais dos Ustaše, e sob o seu comando capturaram a cidade de Drvar na Bosanska Krajina. Ele então rapidamente começou a colaborar com os italianos, obtendo sua ajuda através da assinatura de um acordo de não agressão. Nesta época, ele ainda estava alinhado com a insurgência liderada pelos comunistas. Ele logo os traiu e começou a subverter unidades partidárias e a atacá-las ao lado dos italianos. Ele formou a Divisão Chetnik Dinara no início de 1942. Em meados de 1942, Đujić encorajava os seus Chetniks a cooperar com as forças do NDH e, a 1 de Outubro, os Chetniks sob o seu comando perpetraram um massacre de quase 100 civis croatas na aldeia de Gata. No início de 1943, ele tentou participar do lado do Eixo na campanha do Caso Branco contra os guerrilheiros, mas foi bloqueado pelos alemães. Em agosto, a Divisão Dinara sofreu significativamente nas mãos dos Partidários e através da deserção. Na altura da capitulação italiana, em Setembro, era de pouca utilidade para operações ofensivas. Quando os alemães ocuparam a área, eles a restringiram a proteger os trilhos da sabotagem partidária. Em novembro de 1943, o comandante supremo do Chetnik, Draža Mihailović, ordenava que Đujić colaborasse com os alemães. Em novembro de 1944, Đujić e 4.500 de seus Chetniks combinaram-se com as forças alemãs e do NDH em uma tentativa de defender Knin dos guerrilheiros ascendentes. Đujić retirou progressivamente as suas tropas até que estas se renderam aos Aliados ocidentais em maio de 1945.
Đujić foi julgado e condenado à revelia por crimes de guerra pelo novo governo comunista iugoslavo, que o considerou culpado de assassinato em massa, tortura, estupro, roubo, confinamento forçado e colaboração com as forças de ocupação. Incluída nessas acusações estava a responsabilidade pela morte de 1.500 pessoas. Ele finalmente emigrou para os Estados Unidos, estabelecendo-se na Califórnia. Ele desempenhou um papel importante nos círculos de emigrados sérvios e fundou o Movimento Ravna Gora de Chetniks Sérvios ao lado de outros combatentes Chetnik exilados. Mais tarde, ele se aposentou em San Marcos, Califórnia. Em 1989, Đujić nomeou o político sérvio ultranacionalista Vojislav Šešelj como vojvoda Chetnik. Mais tarde, ele afirmou que se arrependia de ter concedido o título a Šešelj devido ao seu envolvimento com Slobodan Milošević e seu Partido Socialista. Em 1998, Biljana Plavšić, então presidente da Republika Srpska, presenteou Đujić com um prêmio honorário. Plavšić foi posteriormente condenada por crimes contra a humanidade relacionados com as suas atividades durante a Guerra da Bósnia. Đujić morreu em um hospício em San Diego em 1999, aos 92 anos. As medidas tomadas na Sérvia para reabilitar as reputações de Đujić e do movimento Chetnik foram criticadas como revisionismo histórico e falsificação da história.

## Biografia

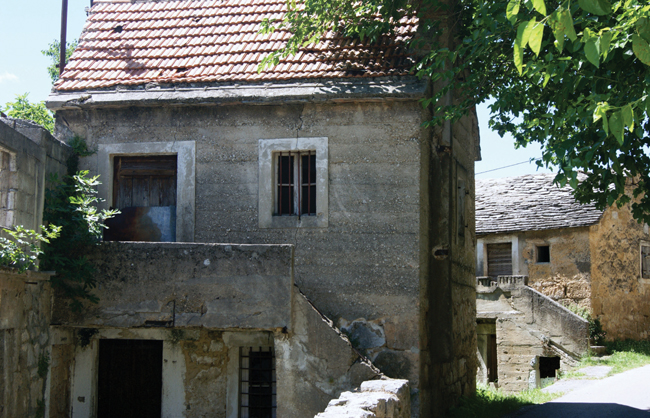
A casa onde Đujić nasceu

Momčilo Đujić era o mais velho dos três filhos e duas filhas de Rade Đujić e sua esposa Ljubica (nascida Miloš), e nasceu na aldeia de Kovačić, perto de Knin, no Reino da Dalmácia, em 27 de fevereiro de 1907.  A família era de origem bósnia.  Rade mudou-se para Kovačić com seu pai veterano do Exército Austro-Húngaro, Glišo, e seu irmão, Nikola, no final da década de 1880 e viveu da pensão militar de seu pai por um tempo. Ljubica nasceu na aldeia de Ljubač, a sudeste de Knin. Pouco depois de se casar com Ljubica, Rade estabeleceu-se como um agricultor de sucesso. 
A mãe de Đujić desejava chamá-lo de Simo, em homenagem a seu tio. O pai de Đujić não gostou do nome e, tendo sido criado ouvindo o tradicional gusle dos Balcãs – um instrumento musical de corda única e recitando poesia épica sérvia, deu ao seu filho o nome de Momchil, um bandido do século XIV a serviço do imperador sérvio Dušan, o Poderoso.  Só quando Momčilo começou a escola primária, em 1914, é que a sua mãe descobriu que ele não se chamava Simo no seu batismo. Đujić terminou a escola primária em 1918 e formou-se como o melhor aluno da sua turma. Entre 1920 e 1924, frequentou o ginásio inferior em Knin. Após uma pausa de dois anos, começou a frequentar o ginásio superior de Šibenik, mas em 1929 decidiu partir para Sremski Karlovci, onde frequentaria o seminário ortodoxo sérvio . Ele se formou no seminário em 1931.  No mesmo ano publicou um livro de poesia, Emiilijade .  Foi ordenado sacerdote dois anos depois.  Em 1931, Đujić foi designado para a paróquia ortodoxa de Strmica, perto de Kovačić. Pouco antes da ordenação, casou-se com Zorka Dobrijević-Jundžić, a filha mais velha de um rico comerciante de Bosansko Grahovo. Os dois se casaram na Igreja de São Jorge em Knin, onde Đujić foi batizado ainda criança. O primeiro filho de Đujić, Siniša, nasceu em 1934. Em 1935, Zorka deu à luz gêmeos, um filho chamado Radomir e uma filha chamada Radojka. 
Đujić e sua família eram relativamente ricos para os padrões do Reino da Iugoslávia da era da Grande Depressão.  Conseqüentemente, Đujić tornou-se a pessoa mais influente da aldeia. Ele procurou usar o seu dinheiro e influência para ajudar os camponeses sérvios no interior da Dalmácia. Em 1934, organizou a construção do centro cultural "Petar Mrkonjić" em Strmica, financiou e supervisionou a irrigação de terras agrícolas a oeste de Mračaj e aprovou a fundição de um par de sinos de igreja na Igreja de São João Batista. A fundição dos novos sinos da igreja – os originais foram destruídos pela artilharia austro-húngara em 1916 – foi financiado com dinheiro doado pelo governo iugoslavo e melhorou ainda mais sua reputação entre a população local. Os críticos de Đujić acusaram-no de apropriação indébita de fundos, o que ele negou do púlpito. 

## Associação Chetnik entreguerras
Em outubro de 1934, Vlado Chernozemski assassinou o rei Alexandre I da Iugoslávia. Đujić foi escolhido para ficar ao lado do caixão de Alexandre enquanto o trem funerário passava por Knin. Nesta ocasião, ele conheceu o futuro líder Chetnik da Segunda Guerra Mundial, Draža Mihailović, pela primeira e única vez.  O assassinato do rei foi parcialmente orquestrado pela Ustaše, uma organização terrorista croata na época. Logo depois disso, Đujić começou a carregar armas e a organizar grupos paramilitares sérvios dentro e ao redor de Knin.  “Eu sabia que o país não sobreviveria”, explicou Đujić, “porque ninguém pode colocar sérvios e croatas no mesmo saco”.  No final de 1934, ele se encontrou com Kosta Pećanac, chefe da Associação Chetnik entreguerras, e formou onze bandas Chetnik nas proximidades da cidade.  A insurgência Chetnik não tinha uma longa tradição na Dalmácia e só surgiu na década de 1930. Đujić submeteu os sérvios locais a propaganda constante, na esperança de que isso os convencesse a se juntarem aos Chetniks. A maioria ignorou os seus apelos e continuou a viver pacificamente com os seus vizinhos croatas. 
Em 9 de janeiro de 1935, Đujić, com uma carabina pendurada nas costas, presidiu uma reunião de vinte chetniks recém-recrutados na aldeia de Sveti Štefan, ao norte de Knin, junto com a gendarmaria Brigadni đeneral Ljubo Novaković e um dos deputados de Pećanac que trouxeram Insígnias de Chetnik e Sokol de Belgrado. A reunião foi realizada à vista dos moradores e marcou a primeira vez que Đujić vestiu publicamente um uniforme Chetnik.  Em 6 de setembro de 1935, Đujić formou uma organização Chetnik em Vrlika. Vários meses depois, ele reuniu um bando de 70 Chetniks nas aldeias de Otrić e Velika Popina.  Por esta altura, a organização Chetnik tinha-se transformado dos populares bandos guerrilheiros sérvios das Guerras dos Balcãs e da Primeira Guerra Mundial numa força reaccionária que foi usada pelo governo central para oprimir a população. 

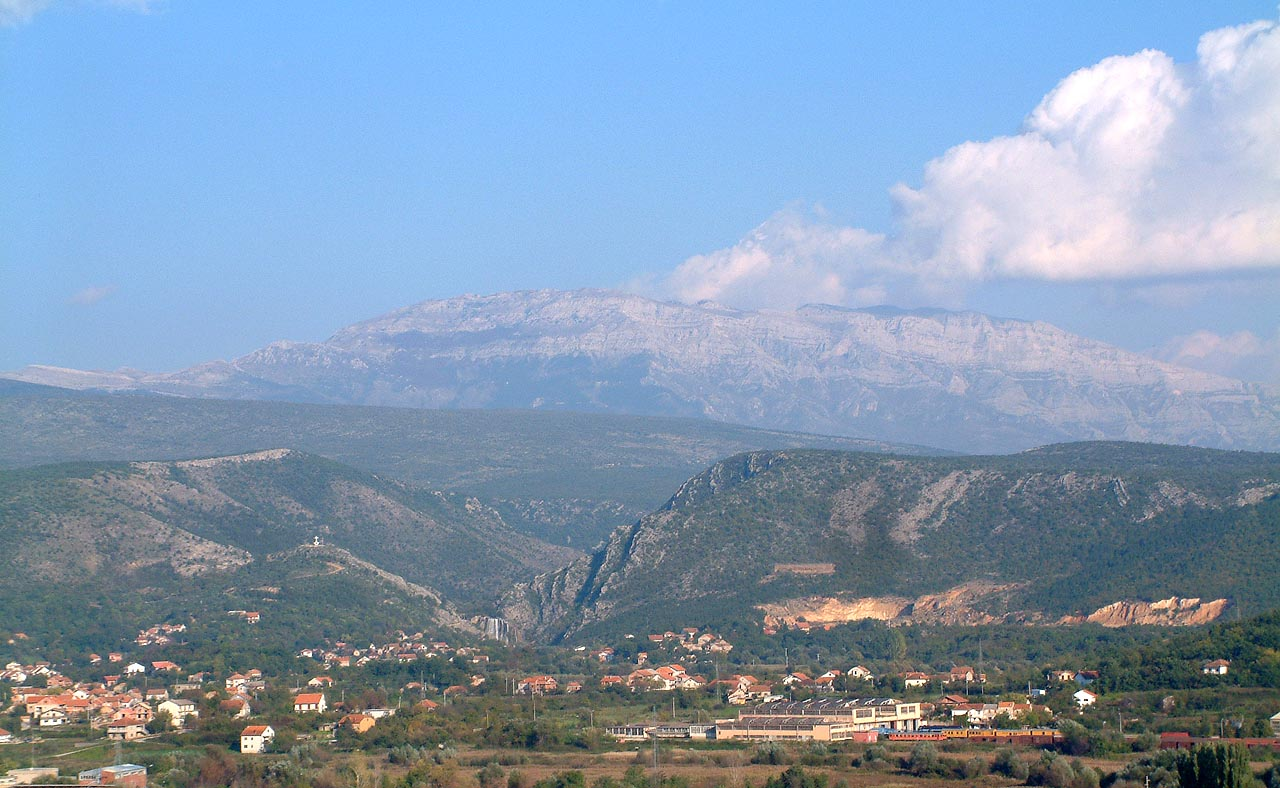
Monte Dinara e a zona rural de Knin

Đujić ficou conhecido por seus discursos inflamados, o que lhe valeu o apelido de "Pai Fogo" (em sérvio:  Pop vatra).  O tom dos seus discursos mudou dependendo do curso dos desenvolvimentos políticos na Jugoslávia, e as suas declarações variaram do monarquismo de direita ao progressismo de esquerda. Em certos pontos, Đujić parecia abraçar o quase- fascismo do líder do Movimento Nacional Iugoslavo, Dimitrije Ljotić. Em outros, ele propagou fortemente a ideologia conservadora Chetnik e o chauvinismo sérvio.  Os repetidos apelos de Đujić à democracia e aos direitos nacionais levaram a regência do Príncipe Paulo a rotulá-lo de "agitador de esquerda". Ele recebeu apoio considerável da Igreja Ortodoxa Sérvia em Knin.  Ele também usou sua posição como padre e líder local respeitado para influenciar como o povo de Strmica votaria, instruindo seus paroquianos a votarem em um candidato de sua escolha nas eleições parlamentares iugoslavas de 1935. 
Em maio de 1937, Đujić fez um sermão no qual acusou o governo iugoslavo de ser responsável pelas más condições de trabalho dos trabalhadores ferroviários na Dalmácia e no oeste da Bósnia. Em meados de maio, Đujić liderou uma greve massiva entre Bihać e Knin, na qual participaram mais de 10.000 trabalhadores ferroviários. A ferrovia Una–Butužnica foi uma das oito que estavam sendo construídas na Iugoslávia por duas empresas francesas de engenharia civil, a Société de Construction des Batignolles e a Société Edmond Bayer de Agner. Đujić desejava minimizar a influência que o Sindicato Unido dos Trabalhadores da Iugoslávia, dominado pelos comunistas, exercia sobre a força de trabalho na Dalmácia e se apresentou como um homem que defendia os direitos dos trabalhadores em todo o país. A greve começou no dia 15 de maio, na estrada Srb–Dugopolje. Depois de três dias, foi desmantelado pela gendarmaria iugoslava. Đujić liderou então os trabalhadores em greve para o sul, para Vrpolje, onde tentou negociar um acordo com as autoridades. Após o fracasso das negociações, Đujić conduziu os trabalhadores para o norte, para Strmica, via Golubić e Pileći kuk. Ele realizou um grande comício em Pileći kuk – que contou com a presença de um público de mais de 800 pessoas – e fez um discurso criticando a regência por suas políticas "pró–católicas [romanas], anti-ortodoxas [orientais] e anti-trabalhadores". Uma testemunha ocular relatou que Đujić acenou "uma bandeira vermelha [comunista] e cumprimentou os seguidores com o punho cerrado, ao mesmo tempo que era o líder de um bando Chetnik". Em Knin, Đujić e os trabalhadores em greve entraram em confronto com a polícia. A polícia disparou contra os manifestantes, ferindo três e matando uma jovem que assistia ao confronto. Đujić foi posteriormente preso e passou dez dias na prisão por "insultar Sua Majestade" durante o comício em Pileći kuk. 
Mais tarde, recebeu uma compensação financeira do governo jugoslavo pelo "sofrimento e dor espiritual" causados pelo seu breve período de detenção.  As ações de Đujić melhoraram muito a sua reputação entre os camponeses dálmatas, que se referiam a ele como um "bravo líder dos trabalhadores".  As autoridades locais continuaram a ver Đujić com suspeita, descrevendo-o como um "sacerdote da democracia de esquerda" em documentos internos.  Circularam rumores infundados de que Đujić apoiava a organização de Ljotić e que ele foi uma das poucas pessoas que votou em Ljotić nas eleições parlamentares iugoslavas de 1938 .  As autoridades locais suspeitaram que Đujić era um "velho espião italiano" que recebeu ordens da sede da inteligência italiana em Zadar, mas nunca descobriu qualquer prova que fundamentasse estas suspeitas.  Antes da Segunda Guerra Mundial, Đujić era membro do partido político União Agrária exclusivamente sérvia. 
Os historiadores Popović, Lolić e Latas observam que as opiniões políticas defendidas por Đujić parecem ser extremamente inconsistentes durante o período entre guerras, mas atribuem isso à sua disposição de fazer qualquer coisa para alcançar o poder e a riqueza, incluindo abraçar o populismo de oposição ao estado iugoslavo. Apesar desta aparente inconsistência, também detectam um tema subjacente do chauvinismo grão-sérvio nas suas acções durante o período que antecedeu a guerra. 

## Segunda Guerra Mundial

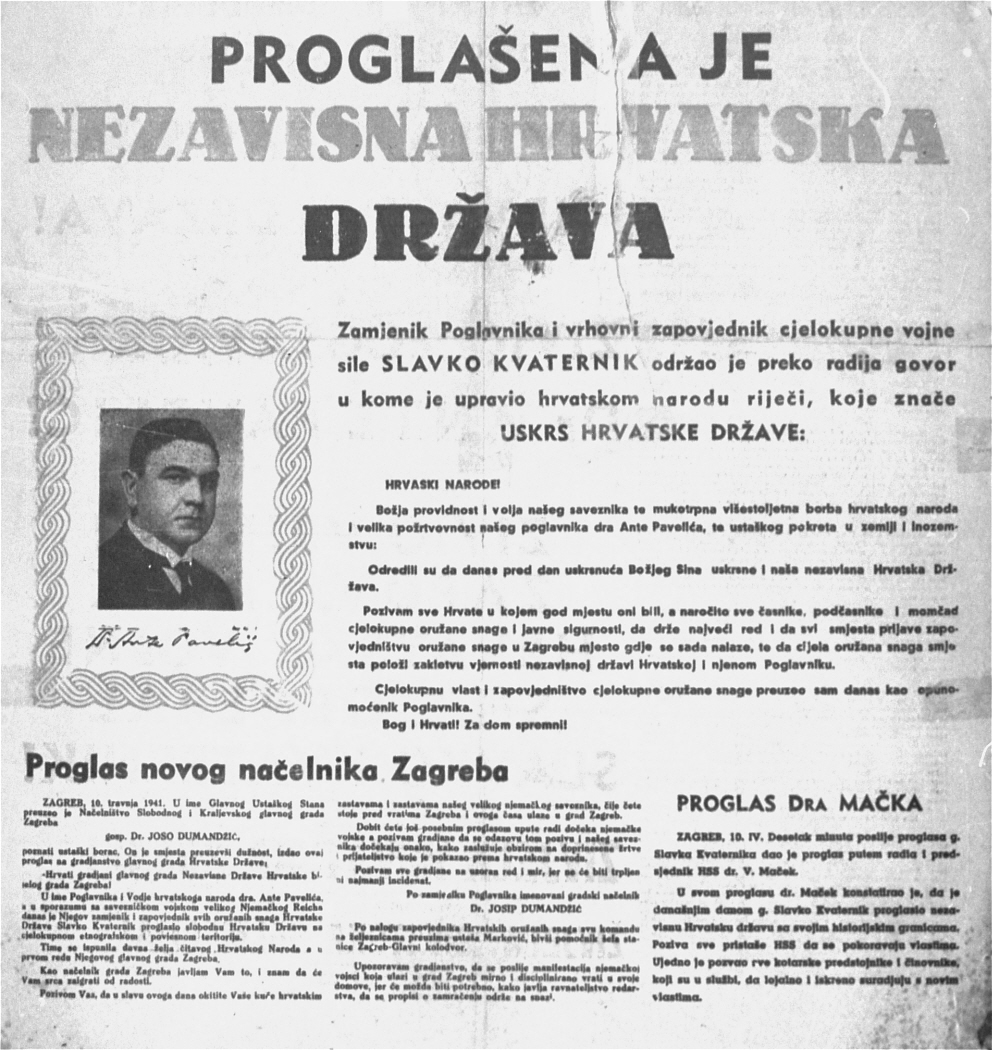
A proclamação oficial do Estado Independente da Croácia, 10 de abril de 1941

Após a anexação da Áustria pela Alemanha Nazista em 1938, a Iugoslávia partilhou uma fronteira com o Terceiro Reich e ficou sob pressão crescente à medida que os seus vizinhos se alinharam com as potências do Eixo. Em abril de 1939, a Iugoslávia ganhou uma segunda fronteira com a Itália quando esse país invadiu e ocupou a vizinha Albânia.  Com a eclosão da Segunda Guerra Mundial, o governo iugoslavo declarou a sua neutralidade .  Entre setembro e novembro de 1940, a Hungria e a Romênia juntaram-se ao Eixo e a Itália invadiu a Grécia a partir da Albânia. A partir dessa altura, a Jugoslávia ficou quase completamente cercada pelas potências do Eixo e pelos seus satélites, e a sua posição neutra em relação à guerra ficou sob tremenda pressão.  No final de fevereiro de 1941, a Bulgária aderiu ao Eixo. No dia seguinte, as tropas alemãs entraram na Bulgária vindas da Roménia, quase fechando o cerco em torno da Jugoslávia.  Com o objectivo de assegurar o seu flanco sul antes do ataque iminente à União Soviética, Adolf Hitler começou a exercer forte pressão sobre a Jugoslávia para se juntar às potências do Eixo. O governo iugoslavo assinou condicionalmente o Pacto Tripartite – o instrumento que constituiu o Eixo – após algum atraso, em 25 de março de 1941. Dois dias depois, um grupo de oficiais da força aérea nacionalistas sérvios pró-ocidentais depôs o príncipe Paulo num golpe de estado sem derramamento de sangue. Os conspiradores declararam maior de idade o príncipe Pedro, de 17 anos, e levaram ao poder um governo de unidade nacional liderado pelo general Dušan Simović.  O golpe enfureceu Hitler, que ordenou a invasão da Iugoslávia, que começou em 6 de abril de 1941. 
Đujić não apoiou o golpe. Ele percebeu que o colapso da Iugoslávia era inevitável depois de ver uma coluna de tropas desmoralizadas da mal mobilizada 12ª Divisão de Infantaria Jadranska passar por sua casa. Assim que ficou claro que o Exército Real Iugoslavo (em servo-croata:  Vojska Kraljevine Jugoslavije, VKJ) não conseguiu conter o avanço do Eixo, Đujić começou a culpar a atividade da quinta-coluna croata pelas derrotas militares do VKJ.  Em 10 de abril de 1941, o Estado Independente da Croácia liderado por Ustaše (em croata:  Nezavisna Država Hrvatska, NDH) foi proclamado em Zagreb e dividido em zonas de ocupação alemã e italiana.  Os italianos dividiram as partes do NDH que ocuparam em três zonas: a Zona I eram as partes da Dalmácia que foram anexadas pela Itália e formaram o Governatorato da Dalmácia; A Zona II era uma área desmilitarizada em relação às forças do NDH, mas estava sob administração civil do NDH; e a Zona III era o restante até a linha de demarcação com os alemães. Este acordo foi implementado após a assinatura dos Tratados de Roma em 18 de maio. Após a assinatura, os italianos retiraram a maior parte das suas forças das Zonas II e III, e aquelas que lá permaneceram foram formalmente consideradas forças aliadas estacionadas no território do NDH por acordo mútuo. Strmica e Knin foram incluídas no NDH e enquadradas na Zona II.  

### Acordos de colaboração com os italianos
A emergência de Đujić como líder Chetnik na região em torno de Knin foi rápida.  A partir de abril de 1941, os Ustaše implementaram uma política de encarceramentos generalizados, massacres, emigração forçada e assassinato de sérvios dentro do território que controlavam.  Nessa época, os Chetniks de Đujić começaram a matar e mutilar civis croatas.  De acordo com relatórios italianos, Đujić tinha cerca de 300 Chetniks sob seu comando em abril, centrados principalmente em torno de Knin. A primeira atrocidade Ustaše na área de Knin ocorreu em 29 de maio, quando um grupo de sérvios foi morto.  Na mesma época, um grupo de Ustaše cercou Strmica com o objetivo de capturar Đujić, mas ele foi avisado e fugiu para Kistanje, na Zona I, onde procurou proteção italiana.   Entre o final de maio e 27 de julho, os Ustaše mataram mais de 500 sérvios no distrito de Knin. Em 13 de julho, os Ustaše ordenaram a prisão de todos os padres ortodoxos sérvios do distrito e o confisco dos seus bens, mas Đujić já estava fora do seu alcance.  Embora os italianos geralmente tenham ficado parados enquanto os Ustaše cometiam atrocidades, eles abriram as passagens de fronteira para o governadorado da Dalmácia para os sérvios que fugiam dos Ustaše. Refugiados de Knin e regiões próximas foram levados para campos administrados por italianos localizados em Split, Obrovac, Benkovac, Kistanje e Šibenik.  Đujić foi o principal organizador do campo de Kistanje, que abrigava cerca de 1.500 refugiados, e desde meados de julho estava recrutando entre eles para a causa Chetnik. 
Assim que uma revolta geral contra os Ustaše começou em agosto, Đujić foi ao centro da revolta em Drvar com outro líder Chetnik e buscou a aprovação da liderança da revolta para assumir a liderança da rebelião na região de Knin. Đujić então estabeleceu seus Chetniks em torno de Knin e coordenou-os com os Chetniks no distrito de Bosansko Grahovo.  Os Chetniks de Đujić mantiveram com sucesso os Ustaše fora de Knin e seus arredores, poupando a população sérvia local de novos massacres.  À medida que o verão se aproximava, os Chetniks de Đujić capturaram Drvar dos Ustaše.  No início do verão, ele e o comandante do Chetnik, Stevo Rađenović, contataram os italianos e pediram-lhes que acabassem com os maus-tratos dos Ustaše aos sérvios, permitissem o retorno dos refugiados sérvios e revogassem um decreto que permitia o confisco de propriedades de propriedade dos sérvios no NDH. Os italianos aceitaram, na esperança de que isso conquistasse a colaboração dos Chetniks e enfraquecesse seriamente qualquer revolta futura na área, o que teria perturbado ainda mais o tráfego ferroviário ao longo da linha ferroviária Split-Karlovac.  Em 13 de agosto, numa reunião na aldeia de Pađene, a noroeste de Knin, Đujić e vários outros nacionalistas sérvios concordaram em colaborar com os italianos.  Eles assinaram secretamente um pacto de não agressão com os militares italianos e, em troca, os italianos aprovaram Đujić levantando uma força de até 3.000 Chetniks.  Em 31 de agosto, numa assembleia de Drvar, Đujić recebeu a tarefa de deter o avanço italiano sobre a cidade. Imediatamente depois, fez um acordo com os italianos concedendo-lhes passagem gratuita.  O recrutamento para as formações Chetnik na região foi auxiliado pelos chamados erros esquerdistas dos Partidários Iugoslavos, que levaram os sérvios indecisos a se juntarem aos Chetniks. 

### Divisão Dinara

#### 1942

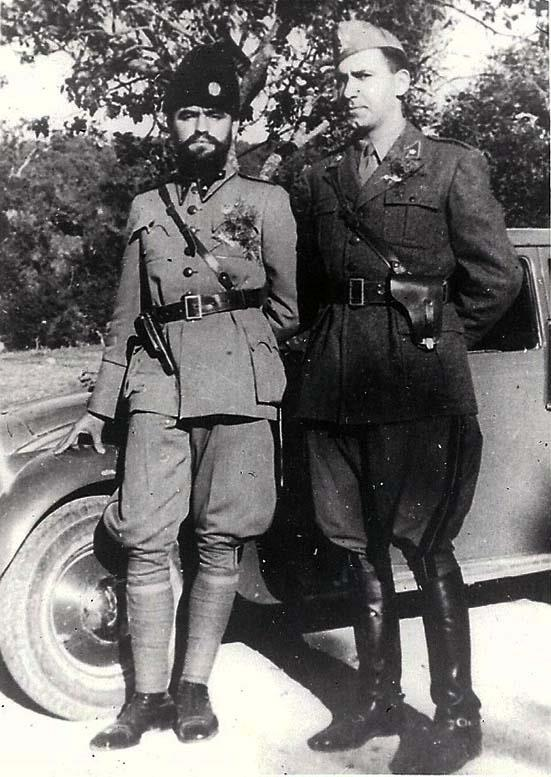
Đujić (à esquerda) com um oficial italiano

No início de janeiro de 1942, a Divisão Dinara foi formada depois que Đujić foi contatado por Mihailović, através de um mensageiro. Sob o suposto controle de Mihailović, Ilija Trifunović-Birčanin desempenhou um papel central na organização das unidades dos líderes Chetnik no oeste da Bósnia, Lika e norte da Dalmácia na Divisão Dinara e despachou ex-oficiais do Exército Real Iugoslavo para ajudar. Đujić foi designado comandante da divisão com o objetivo de "estabelecer um estado nacional sérvio" no qual "viva uma população exclusivamente ortodoxa".  Na época de sua formação, a divisão não ultrapassava 1.500 homens.  A sede da Divisão Dinara estava localizada em Knin. 
Em meados de abril, Đujić fomentou um golpe pró-Chetnik em uma unidade partidária no distrito de Gračac, a noroeste de Knin, que fazia parte de um padrão de atividade subversiva de Chetnik na região de Knin na época.  Na mesma época, os Chetniks de Đujić estavam lançando ataques contra aldeias controladas pelos guerrilheiros entre Bosansko Grahovo e Drvar em conjunto com os italianos,   que o consideravam um obstrucionista.  Ele operou no norte da Dalmácia sob o comando de Trifunović-Birčanin, que atuou como oficial de ligação entre os chetniks e os italianos,  e cujos acordos de colaboração foram tolerados por Mihailović.  Em junho, Đujić foi nomeado senhor da guerra Chetnik (em servo-croata:  vojvoda, војвода) por Mihailović.  No verão de 1942, os Chetniks de Đujić tornaram-se efetivamente auxiliares italianos e começaram a fornecer armas, munições e suprimentos aos destacamentos Chetnik.  É provável que os acordos entre Đujić e os italianos tenham sido negociados sem o conhecimento prévio de Mihailović. Posteriormente, foram denunciados por Mihailović. 
Em meados de maio, Đujić foi membro de uma delegação Chetnik que abordou a administração civil Ustaše na região de Knin e discutiu uma ação conjunta contra a crescente ameaça dos Partidários. Os Chetniks receberam fundos no valor de 100.000 kuna e foram tomadas providências para que co-localizassem unidades com as forças do NDH e recebessem alimentos das autoridades Ustaše. Em 28 de junho, durante uma reunião na aldeia de Kosovo, perto de Knin, Đujić instou seus chetniks a serem leais ao NDH.  Desta forma, Đujić e outros líderes Chetnik estabeleceram cooperação com os Ustaše, embora segundo a cientista política Sabrina P. Ramet, estas relações fossem "baseadas apenas no medo comum dos Partidários" e "caracterizadas pela desconfiança e incerteza" .  Đujić cooperou ativamente com as forças italianas, com as quais concluiu um pacto de não agressão.  Em 1 de outubro, unidades italianas, acompanhadas por unidades da Divisão Dinara sob o comando de Đujić, Mane Rokvić e Veljko Ilijić, conduziram uma operação dentro e ao redor da aldeia de Gata, perto de Split. Durante a operação, os Chetniks mataram 95–96 croatas, a maioria mulheres, crianças e idosos, e depois queimaram a maior parte da aldeia.   Segundo o jornalista Tim Judah, cerca de 200 croatas foram mortos, e as ações dos chetniks em Gata indignaram os italianos.  No mesmo mês, Đujić disse aos seus homens "nós, Chetniks, temos de ter boas relações com os croatas por enquanto, a fim de obter um grande número de armas e munições, mas quando chegar a hora acertaremos contas com eles".  Ao mesmo tempo, enquanto Đujić e o colega líder do Chetnik, Uroš Drenović, esperavam unir forças no oeste da Bósnia, os guerrilheiros estavam em ascensão.  Em novembro, foram feitos acordos com os italianos para que 3.000 chetniks da Herzegovina fossem transferidos para a região de Knin e Lika para evitar a destruição da Divisão Dinara pelos Partidários. Esta transferência foi efectuada em meados de Dezembro. 

#### 1943
No início de fevereiro de 1943, Đujić e seu colega líder Chetnik, Petar Baćović, tentaram participar da ofensiva do Eixo Caso Branco contra os guerrilheiros, mas os alemães os impediram de se envolver.  Em 10 de fevereiro, Đujić, Ilija Mihić, Baćović e Radovan Ivanišević, os comandantes Chetnik do leste da Bósnia, Herzegovina, Dalmácia e Lika, assinaram uma proclamação conjunta declarando ao "povo da Bósnia, Lika e Dalmácia" que "uma vez que temos purificados a Sérvia, Montenegro e Herzegovina, viemos para ajudar a esmagar os lamentáveis remanescentes da Internacional Comunista, o bando criminoso de Tito, Moša Pijade, Levi Vajnert e outros judeus pagos". As bases partidárias foram chamadas a "matar os comissários políticos e juntar-se às nossas fileiras imediatamente", como as "centenas e centenas que se rendem todos os dias, conscientes de que foram traídas e enganadas pelos judeus comunistas".  Em 17 de fevereiro, ficou claro que os Chetniks no oeste da Bósnia, incluindo a Divisão Dinara de Đujić, não conseguiram usar Case White para recapturar Drvar e unir as forças Chetnik nos Alpes Dináricos e no oeste da Bósnia. 
Após a morte de Trifunović-Birčanin em fevereiro de 1943, Đujić, junto com Dobroslav Jevđević, Baćović e Ivanišević, prometeram aos italianos continuar as políticas de Trifunović-Birčanin de colaborar estreitamente com eles contra os guerrilheiros.  Em março, os destacamentos da Divisão Dinara recusavam-se a sair das localidades onde tinham sido recrutados, não realizavam operações móveis e, segundo os italianos, "serviam para pouco mais que para a pilhagem".  Em abril, surgiram dificuldades entre os delegados de Mihailović e os líderes civis do Chetnik como Đujić, a tal ponto que o delegado de Mihailović disse a Đujić para evitar a interação com os italianos, a menos que Mihailović tivesse dado aprovação prévia.  Apesar destas ordens, os delegados de Mihailović nunca conseguiram o controle de todos os líderes civis Chetnik como Đujić. 
No final de maio, Đujić e outros líderes colaboracionistas civis Chetnik de longa data na região sofreram um grave revés quando o líder italiano, Benito Mussolini, concordou com as exigências alemãs e ordenou ao comandante do Segundo Exército italiano, Generale di Corpo d'Armata (Tenente-General) Mario Robotti, para coordenar com os alemães no desarmamento dos destacamentos Chetnik.  Đujić convenceu Robotti a interceder junto aos alemães e, em junho, obteve um adiamento quando o comandante-em-chefe alemão do Sudeste da Europa, Generaloberst Alexander Löhr, concordou que os Chetniks de Đujić poderiam ser desarmados gradualmente, ou em poucos meses. Ao mesmo tempo que isto foi acordado, o XVIII Corpo do Exército italiano recebeu ordens de reduzir progressivamente o fornecimento de alimentos fornecidos à Divisão Dinara. 
Durante todo o verão, os Chetniks de Đujić lutaram contra os guerrilheiros no oeste da Bósnia, mas no início de agosto sofreram graves reveses nas mãos dos guerrilheiros em torno de Bosansko Grahovo e tiveram que se retirar daquela área.  Na mesma época, um dos delegados de Mihailović, Mladen Žujović, relatou que a Divisão Dinara era "mal formada, mal armada e disciplinada", não tinha "registros precisos de oficiais e tropas" e não conseguia reunir mais de 3.000 homens. Žujović concluiu o seu relatório afirmando que a divisão foi uma "invenção da imaginação".  O delegado de Mihailović no oeste da Bósnia, Đuro Plećaš, foi morto em agosto depois de entrar em confronto com Đujić.  Por volta de meados do mês, Đujić e outros líderes Chetnik abordaram os italianos e admitiram que Mihailović os havia instruído a desarmar as unidades italianas no caso de uma capitulação italiana aos Aliados. Eles prometeram que não cumpririam essas ordens.  No final de agosto, a pressão alemã, a redução dos suprimentos italianos e a luta contra os guerrilheiros resultaram no aumento das deserções para os guerrilheiros e também minaram a posição de Đujić como líder.  Na mesma época, Đujić escapou por pouco da prisão pelos italianos e, graças a uma intervenção de Robotti, também evitou a prisão pelos alemães. 
Apesar destas dificuldades, os destacamentos de Đujić na Dalmácia e no oeste da Bósnia foram utilizados pelos italianos quase até ao ponto da sua rendição.  Pouco antes da rendição italiana, numa tentativa de reforçar o apoio italiano, Đujić viajou para o quartel-general do XVIII Corpo de Exército em Knin para assegurar aos italianos a sua "sincera amizade e cooperação com o povo italiano", mas neste ponto os italianos eram incapazes de desenvolver uma política coerente em relação aos Chetniks. Por esta altura, os destacamentos de Đujić tinham diminuído rapidamente em valor militar e eram de pouca utilidade para operações ofensivas. 
Após a capitulação italiana em 8 de setembro, os alemães agiram rapidamente para proteger a costa do Adriático antes de um temido desembarque aliado, e os destacamentos de Đujić tentaram, sem sucesso, retardar a sua implantação através de sabotagem. No final daquele mês, Đujić fugiu para evitar a prisão pelos alemães.  No oeste da Bósnia, muitos membros da Divisão Dinara já tinham transferido a sua lealdade para os Partidários ou desertado. Os restantes começaram a colaborar com os alemães já em outubro, embora não ultrapassassem alguns milhares.  Em meados de outubro, Đujić conseguiu persuadir os alemães a retirarem a sua ordem de prisão.  No entanto, os alemães apoiavam menos os seus chetniks do que os italianos, não confiavam neles em ações de grande escala e restringiam as suas atividades à proteção dos trilhos ferroviários entre Knin e a costa do Adriático contra a sabotagem partidária.  
Os alemães exigiram que todos os membros da Divisão Dinara apresentassem os seus cartões de identificação emitidos pelos alemães para receber armas e munições e evitaram um acordo escrito com Đujić. A sua nova situação contrastava fortemente com a posição vantajosa de que gozava ao lidar com os italianos, e as atividades da Divisão Dinara eram estritamente controladas, incluindo a proibição de realizar operações em áreas povoadas por croatas. Os alemães interceptaram suas comunicações de rádio com Mihailović em setembro, o que significava que sua força e intenções eram conhecidas dos alemães, e minaram ainda mais suas tentativas de obter maior liberdade de ação.  Em 19 ou 20 de novembro de 1943, Mihailović ordenou que Đujić colaborasse com os alemães, acrescentando que ele próprio não foi capaz de fazê-lo abertamente "por causa da opinião pública".  No final de dezembro, Đujić começou a desenvolver ligações com o Movimento Nacional Iugoslavo de Ljotić na Sérvia ocupada pelos alemães. Đujić também começou a contornar ativamente a influência de Mihailović, enviando-lhe informações falsas. 

### Recuo e rendição
Em fevereiro de 1944, Đujić ordenou que seus comandantes se infiltrassem nos guerrilheiros com o objetivo de sabotagem e assassinato.  Đujić disse sobre a Divisão Dinara que era: 
...sob o comando de Draža, mas recebemos notícias e suprimentos para a nossa luta de Ljotić e [líder do governo fantoche na Sérvia ocupada, [Milan] Nedić.... Os correios de Nedić chegaram até mim em Dinara e os meus chegaram a ele em Belgrado. Ele me enviou uniformes militares para os guardas da Divisão Dinara Chetnik; ele me enviou dez milhões de dinares para conseguir para os combatentes tudo o que fosse necessário e tudo o que pudesse ser obtido.
Em 25 de novembro de 1944, os guerrilheiros iugoslavos atacaram a cidade de Knin, que era defendida por 14.000 soldados alemães, 4.500 Chetniks de Đujić e cerca de 1.500 Ustaše. Em 1 de dezembro, Đujić foi ferido e enviou um emissário ao General Gustav Fehn da 264ª Divisão de Infantaria Alemã em Knin com a seguinte mensagem: 
O Comando Chetnik com todas as suas forças armadas tem colaborado sincera e lealmente com o Exército Alemão nestas áreas desde Setembro do ano passado. Nosso interesse comum exigia isso. Esta colaboração continua até os dias de hoje. ... O Comando Chetnik também deseja compartilhar o destino do Exército Alemão no futuro. ... O Comando solicita que [a aldeia de] Pađene seja a base de abastecimento das nossas unidades, até que se chegue a um novo acordo comum.
Em 3 de dezembro de 1944, a força de Đujić de 6.000 a 7.000 homens retirou-se para Bihać com a ajuda da 373ª Divisão de Infantaria da Wehrmacht. Os Chetniks receberam munição e comida dos alemães e iniciaram uma ofensiva conjunta germano-Chetnik contra os guerrilheiros. Fehn organizou o transporte dos Chetniks feridos de Đujić através de Zagreb até o Terceiro Reich. Đujić solicitou uma garantia por escrito de Ante Pavelić, líder do NDH, para proporcionar a ele e às suas forças refúgio na Eslovênia ocupada pelos alemães. Ljotić e Nedić também solicitaram ao oficial do partido nazista Hermann Neubacher em Viena que as forças de Đujić deveriam ter permissão de passagem, assim como o colaboracionista esloveno general Leon Rupnik.  
Em 21 de dezembro de 1944, Pavelić ordenou às forças militares do NDH que dessem a Đujić e às suas forças "passagem ordenada e desimpedida".  Đujić e seus cerca de 6.000 Chetniks infectados pelo tifo tomaram uma rota alternativa em direção à península da Ístria, já que as rotas oferecidas por Pavelić não eram seguras contra ataques partidários. Ao longo do caminho, centenas foram perdidos nos ataques Ustaše. Quando Đujić e suas tropas chegaram à Eslovênia no final de dezembro, suas forças se juntaram aos Chetniks de Jevđević, ao Corpo de Voluntários Sérvio de Ljotić e ao Corpo de Choque Sérvio de Nedić, formando uma única unidade que estava sob o comando de Odilo Globocnik, o SS Superior e Líder da Polícia no Litoral Adriático.   Em janeiro, os homens de Đujić foram desarmados pelos alemães. Juntas, as forças colaboracionistas tentaram contactar os Aliados ocidentais na Itália, numa tentativa de garantir ajuda externa para uma proposta de ofensiva anticomunista para restaurar a Jugoslávia monarquista.  Mihailović não se opôs abertamente a este plano e até enviou cartas calorosas a Đujić durante este período.  Em maio de 1945, Đujić rendeu as suas tropas às forças aliadas e estas foram então levadas para o sul de Itália, de lá para campos de deslocados na Alemanha e depois dispersas. 

## Vida no exílio

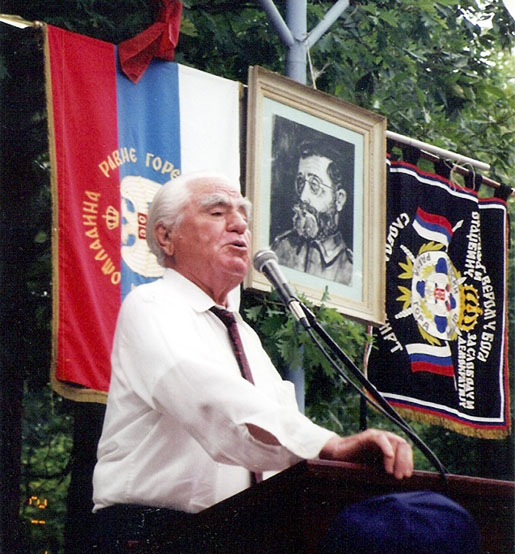
Đujić fazendo um discurso no Canadá, 1991

Em 1947, Đujić foi julgado e condenado por crimes de guerra à revelia pelo governo comunista da Iugoslávia. Ele foi considerado culpado de assassinato em massa, tortura, estupro, roubo e confinamento forçado, além de colaborar com alemães e italianos.  Ele foi acusado de ser responsável pela morte de 1.500 pessoas durante a guerra.  Entre 1947 e 1949, Đujić viveu em Paris, antes de emigrar para os Estados Unidos.  Muitos de seus ex-Chetniks o seguiram.  Após sua chegada aos Estados Unidos, Đujić e seus combatentes desempenharam um papel na fundação do Movimento Ravna Gora dos Chetniks Sérvios.  Ele foi muito ativo entre a diáspora Sérvia e a Igreja Ortodoxa Sérvia na América do Norte.  Na década de 1960, ele enfureceu alguns membros da diáspora ao apoiar German, o patriarca sérvio aprovado por Tito, contra o bispo americano anticomunista Dionisije Milivojević.   No entanto, ele permaneceu fortemente contra o governo comunista da Iugoslávia. Đujić aposentou-se em San Marcos, Califórnia.  Em 1988, as autoridades iugoslavas tentaram, sem sucesso, a extradição de Đujić dos Estados Unidos.  Por esta altura, Đujić era o mais velho líder sobrevivente dos Chetniks durante a guerra. 
Em 28 de junho de 1989, no 600º aniversário da Batalha do Kosovo, Đujić concedeu o título de vojvoda a Vojislav Šešelj.  Ele ainda ordenou que ele "expulsasse todos os croatas, albaneses e outros elementos estrangeiros do solo sagrado sérvio", afirmando que retornaria somente quando a Sérvia fosse purificada dos "últimos judeus, albaneses e croatas".  Šešelj era na época um dissidente anticomunista. O escritor e analista político Paul Hockenos posteriormente descreveu as atividades de Šešelj nas Guerras Iugoslavas como as de "um homem cujas unidades de comando assassinas operando na Croácia e na Bósnia deram continuidade ao pior da tradição Chetnik".  Šešelj mais tarde tornou-se o líder do Partido Radical Sérvio, um parceiro de coalizão governamental do presidente sérvio Slobodan Milošević. Em 1993, Đujić comentou: "[Condeno] Vojislav Šešelj que, ao se aliar abertamente ao Partido Socialista da Sérvia, que são comunistas que apenas mudaram de nome, manchou o nome do Chetnikdom e do nacionalismo sérvio."  Em 1998, Đujić declarou publicamente que lamentava ter concedido o título a Šešelj. "Fui ingénuo quando nomeei Šešelj [como] vojvoda; peço ao meu povo que me perdoe", observou Đujić. "O maior coveiro da Sérvia é Slobodan Milošević."  Đujić considerava Milošević o sucessor de Tito e que havia comprometido os direitos nacionais sérvios na Iugoslávia. 
De acordo com o testemunho do Tribunal Penal Internacional para a ex-Iugoslávia (TPIJ) do líder sérvio-croata Milan Babić, Đujić apoiou financeiramente a República Sérvia de Krajina na década de 1990 com uma doação de US$5,000.  A esposa de Đujić morreu em 1995.  Em 1998, Biljana Plavšić, então presidente da Republika Srpska, entregou um prêmio honorário a Đujić.  Plavšić foi posteriormente indiciado pelo TPIJ e condenado por crimes contra a humanidade. 

## Morte e legado
Đujić morreu em 11 de setembro de 1999 em um hospício em San Diego, Califórnia, aos 92 anos. Um obituário do New York Times do jornalista David Binder afirmou que Đujić participou de "batalhas épicas da Segunda Guerra Mundial" e realizou muitos "atos de bravura durante a guerra".  O redator editorial do The Washington Post, Benjamin Wittes, observou que o obituário mencionava apenas "de passagem" os crimes de guerra e as acusações de colaboração contra Đujić, bem como sua influência nas Guerras Iugoslavas. Ele conclui que Đujić “não foi um herói antifascista” e que foi um exemplo dos perigos inerentes ao ultranacionalismo.  O historiador Marko Attila Hoare afirmou que Binder era conhecido por sua "admiração pelo colaborador nazista sérvio Momčilo Đujić". 
Uma comemoração marcando seis meses desde a morte de Đujić, organizada pelo Movimento Vojvoda Momčilo Đujić Dinara Chetnik, foi celebrada na Igreja de São Marcos em Belgrado em março de 2000,  e sua morte foi comemorada novamente na mesma igreja em 2012. O último serviço religioso contou com a presença de Mladen Obradović, líder do partido político ultranacionalista sérvio de extrema direita, Obraz.  A diáspora sérvia nos Estados Unidos ergueu um monumento dedicado a Đujić no cemitério sérvio em Libertyville, Illinois. A direção e os jogadores do clube de futebol Red Star Belgrade visitaram o monumento em 23 de maio de 2010.  Darko Milicić – um ex-jogador de basquete nacional sérvio que jogou na NBA por dez anos – tem uma tatuagem de Đujić no corpo. 
As comemorações do massacre de Gata cometido pelos Chetniks de Đujić em 1 de outubro de 1942 foram realizadas no passado recente, inclusive no 75º aniversário em 2017, no qual Blaženko Boban, prefeito do condado de Split-Dalmácia, representou a presidente da Croácia, Kolinda Grabar-Kitarović. Um sobrevivente do massacre, Andrija Pivčević, que tinha oito anos na altura e foi esfaqueado nove vezes por Chetniks, colocou uma coroa de flores e uma vela durante a cerimónia comemorativa de 2017. Pivčević testemunhou sobre o massacre no julgamento de Mihailović em 1946. Vários dos que falaram na cerimónia lamentaram a reabilitação de colaboradores de Chetnik e criminosos de guerra na Sérvia.  
Em 2021, a Rua Prvomajska (1º de maio), uma via movimentada no distrito de Zemun, em Belgrado, foi renomeada como Rua Padre Momčilo Đujić. Esta ação foi condenada por Tomislav Žigmanov, o líder da Aliança Democrática dos Croatas na Voivodina – um partido político na Sérvia, e pelo jornalista sérvio Tomislav Marković num artigo de opinião para a Al Jazeera Balkans. Ambos condenaram a medida como uma continuação da reabilitação oficial dos colaboradores sérvios da Segunda Guerra Mundial pelas autoridades sérvias desde 2004 através do revisionismo histórico e da falsificação da história, que se espalhou até nos livros escolares.  